# Ноосфера
Ноосфера /ноʊ.әсфɪәр/ је сфера људске мисли. Реч потиче од грчке νους (у преводу "ум") и σφαιρα (у преводу "сфера"), у складу са лексички аналогним "атмосфера" и "биосфера". У теорији Вернадског, ноосфера је трећа у низу фаза развоја Земље, након геосфере (неживе материје) и биосфере (биолошког живота). Баш као што је појава живота фундаментално трансформисала геосферу, тако и појава људског сазнања фундаментално мења биосферу.

## Историјат
Сматра се да је термин увео Пјер Тејар д`Шарден (Pierre Teilhard de Chardin) 1922. године у свом делу Cosmogenesis. Друга могућност везана за прву употребу термина је рад Едуарда Ле Роа (Édouard Le Roy)(1870-1954), који је заједно са Тејаром похађао предавања Владимира Ивановича Вернадског на Сорбони. Године 1936, Вернадски је изнео идеју о ноосфери у писму Борису Леонидовичу Личкову (иако om тврди да концепт потиче од Ле Роа). Позивајући се на рад Тејара, биографи Рене Кено (Rene Cuenot), Самсон и Пит наводе да, иако је концепт заједнички развијен од стране сва три научника (Вернадског, Ле Роа, и Тејара), Тејар је сматрао да је измислио реч: "Верујем, колико могу рећи, да је реч "ноосфера“ мој изум: али он је био тај [Ле Роа], који ју је пласирао."

## Концепт
У теорији Вернадског, Ноосфера је трећа у низу фаза развоја Земље, након геосфере (неживе материје) и биосфере (биолошког живота). За разлику од концепта теоретичара Геје, или покретача сајберспејса, ноосфера Вернадског појављује се на месту на коме човек, усавршивши нуклеарне процесе, почиње да ствара ресурсе путем трансмутације елемената.
Тејар је сматрао да је еволуцијa усмерена расту Комплексности/Свесности. За Тејара, ноосфера је сфера мисли која окружује планету Земљу а која је настала током еволуције као последица поменутог раста Комплексности/Свесности. Ноосфера је услед тога подједнако део природе као и барисфера, литосфера, хидросфера, атмосфера и биосфера. Као резултат тога, Тејар види овај "друштвени феномен [као] врхунац, а не као слабљење биолошког феномена." Друштвени феномени су део ноосфере и укључују, на пример, правне, образовне, верске, истраживачке, индустријске и технолошке системе. Ноосфера се пројављује кроз ове друштвене феномене и састоји се од интеракције људских умова. Ноосфера тако расте укорак са самоорганизовањем човечанства током насељавања Земље. Тејар тврди се ноосфере еволуира у правцу све веће персонализације, индивидуација и унификације њених елемената, а хришћански појам љубави види као главног покретача ноогенезе. Еволуција ће кулминирати у Тачки омега- врхунцу Мишљења/Свесности - који је Тејар идентификовао са есхатолошким повратком Христа.
Један од изворних аспеката концепта ноосфере бави се еволуцијом. Aнри Бергсон (Henri Bergson), са својим делом L'évolution créatrice(1907), био је међу првим носиоцима идеје да је еволуција "креативна", те да се не може објаснити искључиво Дарвиновом теоријом природне селекције. [потребан цитат] Креативна еволуција је подржана, према Бергсону, константном виталном силом која удахњује живот и фундаментално повезује дух и тело, што је идеја супротна дуализму Рене Декарта.
Године 1923. Конви Лојд Морган (Convy Lloyd Morgan) је у свом раду отишао и даље, говорећи о "хитној еволуцији" која би могла да објасни све већу сложеност (укључујући и еволуцију ума). Морган је установио да су многе од најзанимљивијих промена код живих бића већином неповезане са претходном еволуцијом. Због тога, може се закључити да ова жива бића нису нужно еволуирала током постепеног процеса природне селекције. Уместо тога, образлаже он, процес еволуције садржи скокове у нивоима сложености (као што је појава само-рефлексивног универзума, или појава ноосфере). Коначно, усложњавање људских култура, нарочито усложњавање језика, омогућило је убрзавање еволуције у оквиру које се културна еволуција одвија брже него биолошка еволуција. Недавна разумевања људских екосистема и људског утицаја на биосферу указала су на везу између појма одрживости коеволуције4 и усклађивања културне и биолошке еволуције.